# Anthrax repetekianus
Anthrax repetekianus är en tvåvingeart som beskrevs av Paramonov 1935. Anthrax repetekianus ingår i släktet Anthrax och familjen svävflugor. Inga underarter finns listade i Catalogue of Life.